# Segesvár
Segesvár (románul: Sighișoara, németül: Schäßburg, latinul: Stenarum, szászul: Schäsbrich) municípium, Erdélyben, Romániában Maros megyében. Szász szék központja, majd Nagy-Küküllő vármegye székhelye volt. Közép- és Kelet-Európa egyik legjobban megőrzött középkori városkomplexuma, mely MS-II-sA-15806 besorolási kóddal került a Maros megyei történelmi műemlékek listájára, az UNESCO Világörökség része. A város vasúti és közúti csomópont, valamint a ruházati, élelmiszer-, textil-, üvegfajansz-, építőanyag- és gépipar központja.
A várost a 12. század második felében alapították a szászok, amikor megkezdték az erdélyi területek benépesítését (megalapították többek között Nagyszebent és Brassót ). Több évszázadon keresztül fontos kereskedelmi és stratégiai szerepet játszott, és Erdély egyik legfontosabb városa volt.
A város talán leghirhedtebb szülöttje Vlad Tepes, ismertebb nevén Drakula, aki inspirálta Bram Stokert Drakula gróf személyének megformálására és aki ezreket huzatot karóba.
A közeli fehéregyházi síkságon játszódott le a segesvári csata, ahol a Bem József vezette forradalmi magyar hadsereget 1849. július 31.-én legyőzte a Luders vezette orosz hadsereg. 1852-ben emlékművet állították Skariatin orosz tábornok tiszteletére, aki ebben a csatában halt meg. Általános vélekedés, hogy ebben a csatában meghalt Petőfi Sándor is. Az emlékművet 1897-ben állították fel. Az első világháború után Segesvár az Osztrák-Magyar Monarchia összeomlása következtében a Román Királyság területére került.

## Fekvése
Marosvásárhelytől 45 km-re dél-délkeletre a Segesd pataknak a Nagy-Küküllőbe ömlésénél fekszik.

## Nevének eredete
Az ősi magyar nyelvben a seg, ség dombot, halmot jelentett. Ebből keletkezett –es képzővel és az erősséget jelölő vár utótaggal a település neve.

## Története

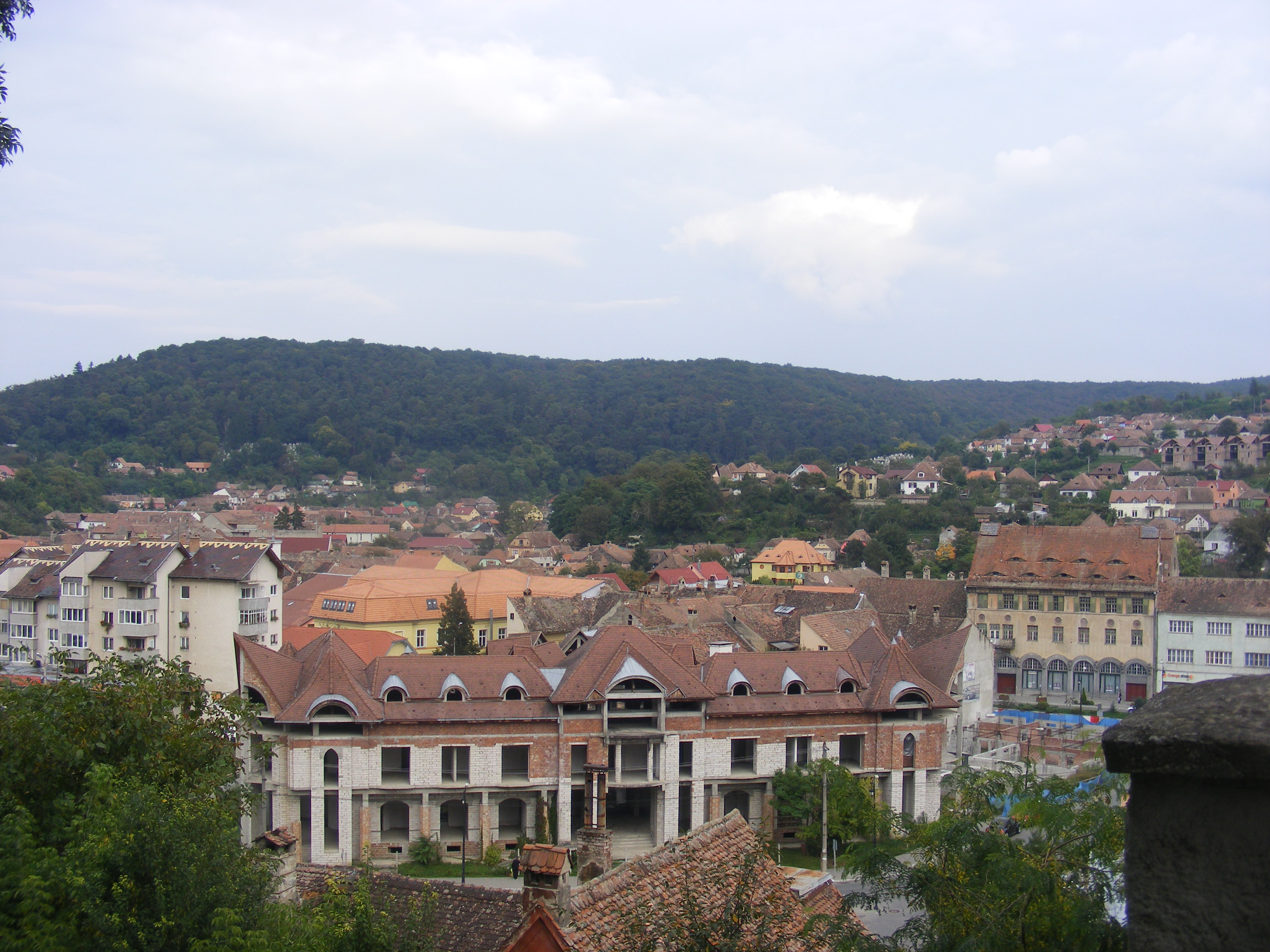
Látkép a várból.

Ősidőktől fogva fontos, lakott hely, 1898-ban a Nagy-Küküllő jobb partja fölé emelkedő fennsíkon tárták fel a Wietenberg-kultúra leletekben gazdag telepét. A rómaiak ’’Stenarum’’ nevű katonai őrhelye állt itt, majd óbolgár nép lakott a környékén.
1141 és 1161 között II. Géza szászokat telepített ide. A szász szék központja lett, favárát 1191-ben kezdték el építeni. Ez a tatárjáráskor elpusztult, majd ezután falakkal és tornyokkal fokozatosan épült be a Várhegy felső része. A vártemplomot egy 12. századi kápolna helyén kezdték el építeni 1350-ben, de 1428 és 1488 között átépítették. A 14. századtól szabad királyi város. Várát 1438-ban a törökök feldúlták, de a 16. században helyreállították. Mátyás uralkodása alatt polgárai részt vettek a király elleni felkelésben. 1506-ban itt erősítették meg a három nemzet unióját. 1544-ben a város protestáns hitre tért. 1562-ben az itt tartott országgyűlés után a vár piacán fejezték le a lázongó székelyek huszonhat vezetőjét. 1600-ban előbb Vitéz Mihály, majd Basta hódította meg. 1603-ban Székely Mózes török csapatokkal, 1605-ben Bocskai hadai, 1662-ben Kemény János ostromolta. 1646-ban pestis, 1676-ban tűzvész pusztította. Itt választották meg erdélyi fejedelemnek 1630. december 1-jén I. Rákóczi Györgyöt, 1657. november 2-án Rhédey Ferencet, 1658. október 7-én Barcsay Ákost. 1706-ban Pekry Lőrinc kurucai foglalták el és rombolták le, ekkor pusztult el a 14 bástyából 5 és maradt 9.
1709-ben újra pestis, majd 1788-ban ismét tűzvész pusztít.
1849-ben Forró honvéd tábornok foglalta el, majd Bem is bevonult ide. 1849. július 31-én határában volt a segesvári csata. 1876-ban a szász székek helyett újonnan létrehozott Nagy-Küküllő vármegye székhelye lett. A várost mindvégig híres kézműipar jellemezte. Bronz- és ónművesei, asztalosai, kőfaragói, majd később posztó-, kerámia- és üvegipara tette nevezetessé.

## Céhek a városban

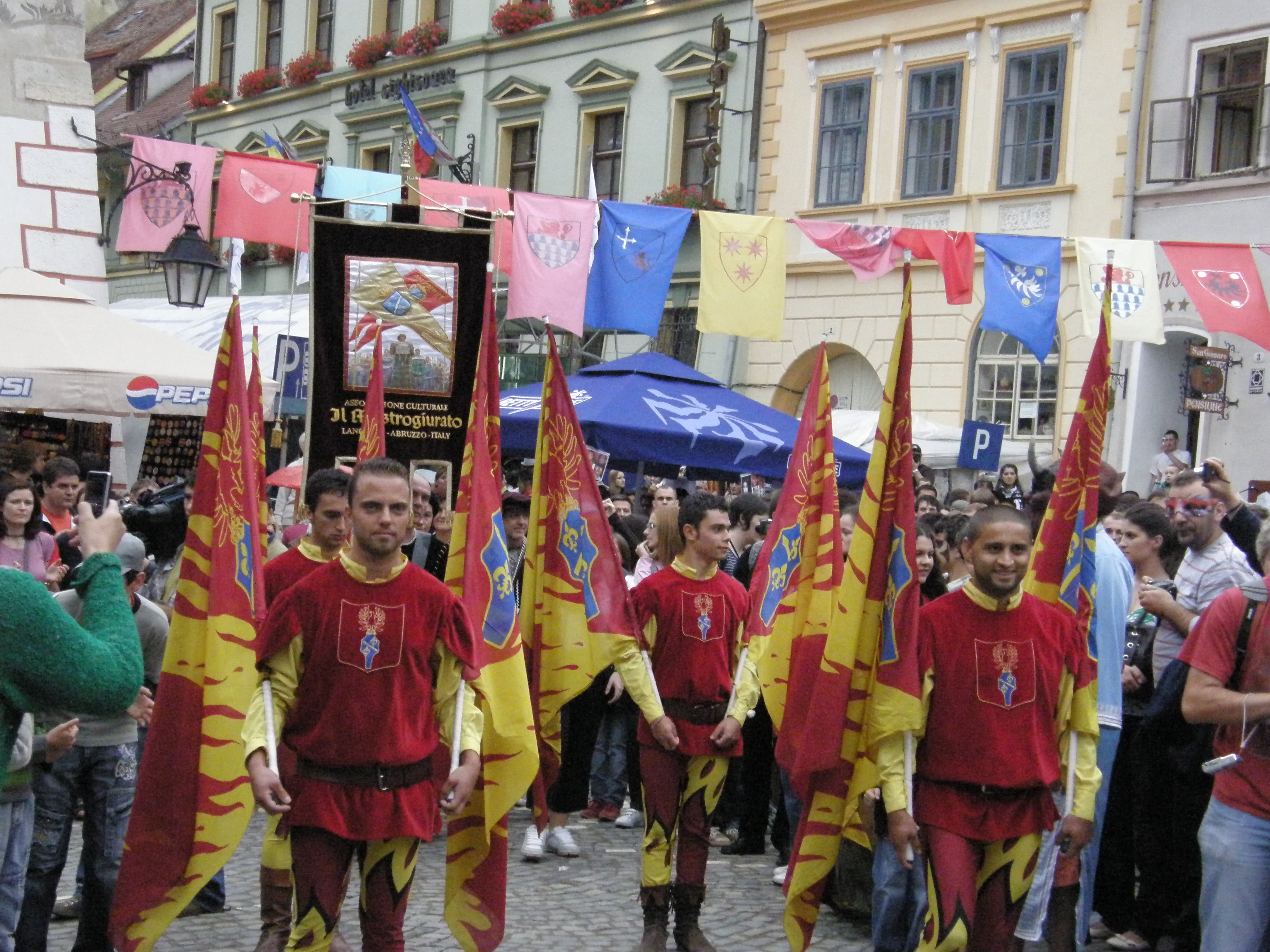
Középkori fesztivál a belvárosban

A segesvári iparművészek céhei 1376-ban kapták meg az első, a régebbi törvények és szokások alapjául szolgáló alapszabályokat (19 fő). Intézkedéseket hoztak a létszámbővítés betiltására, az alapanyagok beszerzésének megtervezésére stb. A verseny a céhek és a különböző városok céhei között éles volt a versengés. Például, ha a brassói lakatosok "rossz lakatokat és békákat" hoztak a segesvári vásárra, a segesvári lakatosoknak joguk volt elkobozni őket.
A kézművesek egyre gazdagabbak lettek, és képviselők lettek a városi tanácsban, amely addig a feudális patríciusoknak volt fenntartva. Az első kézműves, aki esküdtként belépett a városi tanácsba, 1393-ban az ötvöscéh, Nikolaus képviselője volt.
A céheket 1884-ben szüntették meg, mert elvesztették addigi jelentőségüket.

## Népesség

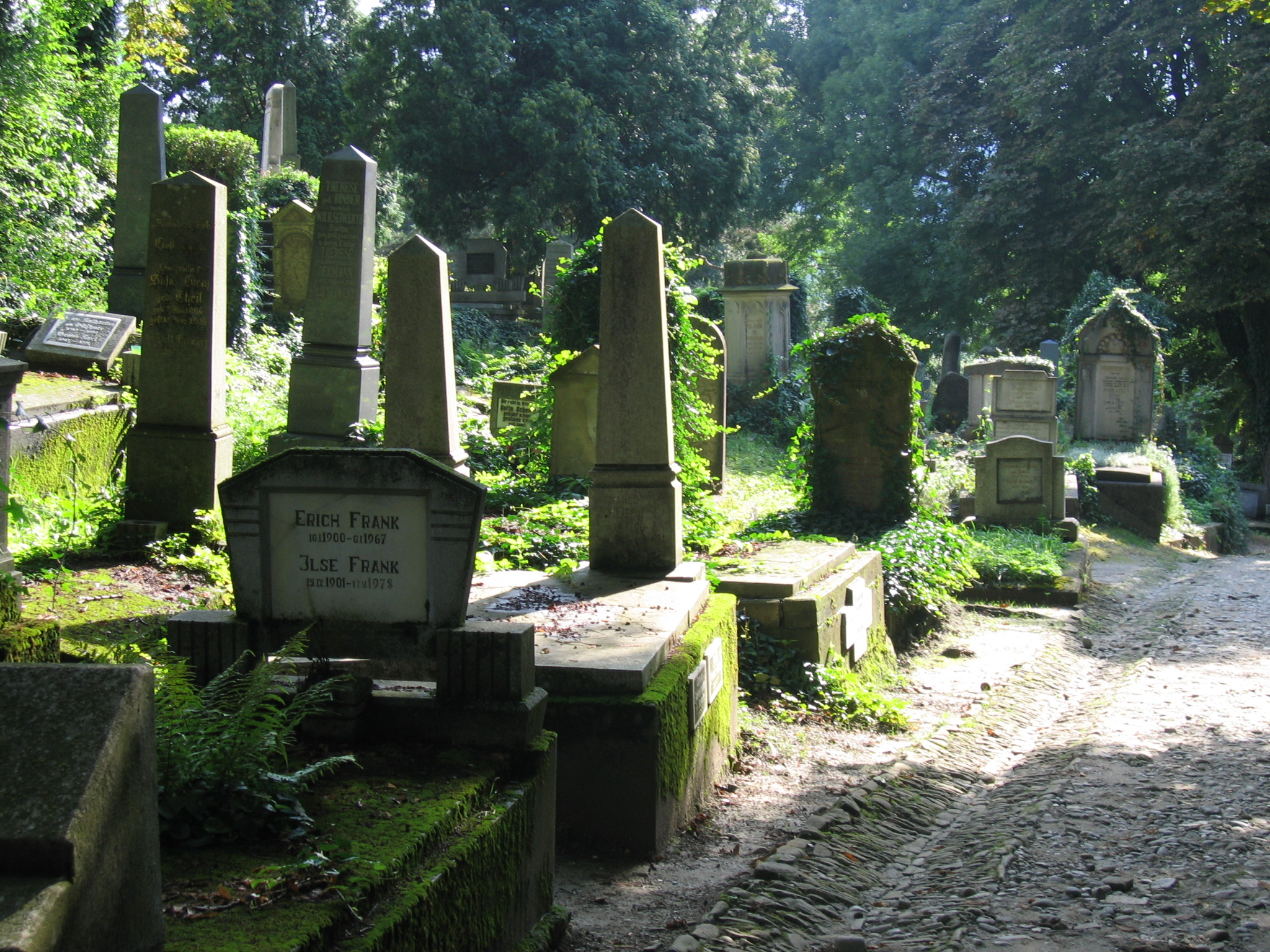
Szász temető

A 2011-ben végzett népszámlálás szerint Segesvár önkormányzata népességének száma 28 102 fő, ami csökkent a korábbi, 2002-es népszámláláshoz képest, amikor is 32 304 lakost regisztráltak. A lakosok többsége román (69,86%). A fő kisebbségek a magyarok (16,52%), a romák (5,23%) és a németek (1,43%). A lakosság 6,79%-ánál az etnikai hovatartozás ismeretlen.
Vallási szempontból a lakosok többsége ortodox (70,82%), de vannak református kisebbségek (7,89%), római katolikusok (5,32%), unitáriusok (3,24%) és pünkösdiek (1,12%). A lakosság 6,89% -ánál a hitvallási hovatartozás nem ismert.
1910-ben a teljes népesség 11 587 fő volt. Ebből: 5486 volt német, 3031 román, 2687 magyar és 383 más nemzetiségű.
1930-ban a teljes népesség 13.033  fő volt. Ebből 5236 volt német, 4366 román, 2896 magyar és 356 cigány. Vallási szempontból a lakosság 5034 evangélikus, 4425 ortodox, 1195 református, 1320 római katolikus, 581 unitárius és 257 görög katolikus.
1948-ben a teljes népesség 15 992 fő volt. Ebből: 9363 volt román, 6320 német, 2136 magyar és 560 egyéb nemzetiségű.
1992-ben a teljes népesség 34 537 fő volt. Ebből: 25.387 volt román, 1327 német, 6948 magyar és 853 egyéb nemzetiségű.

## Politika
Segesvár önkormányzatát polgármester és 19 tanácsosból álló helyi tanács irányítja. A polgármester, Ioan-Iulian Sîrbu, a Segesvári Független Szövetség tagja, 2020 októbere óta tölti be hivatalát. A 2020-as helyhatósági választásoktól kezdve a helyi tanács a következő politikai pártok szerinti összetételű:
- Nemzeti Liberális Párt (tanácsosok: 7)
- Független Szövetség Segesvárért (tanácsosok: 6)
- Szociáldemokrata Párt (tanácsosok: 3)
- Romániai Magyar Demokrata Szövetség (tanácsosok: 2)
- Népi Mozgalom Párt (tanácsos: 1)

## Látnivalók

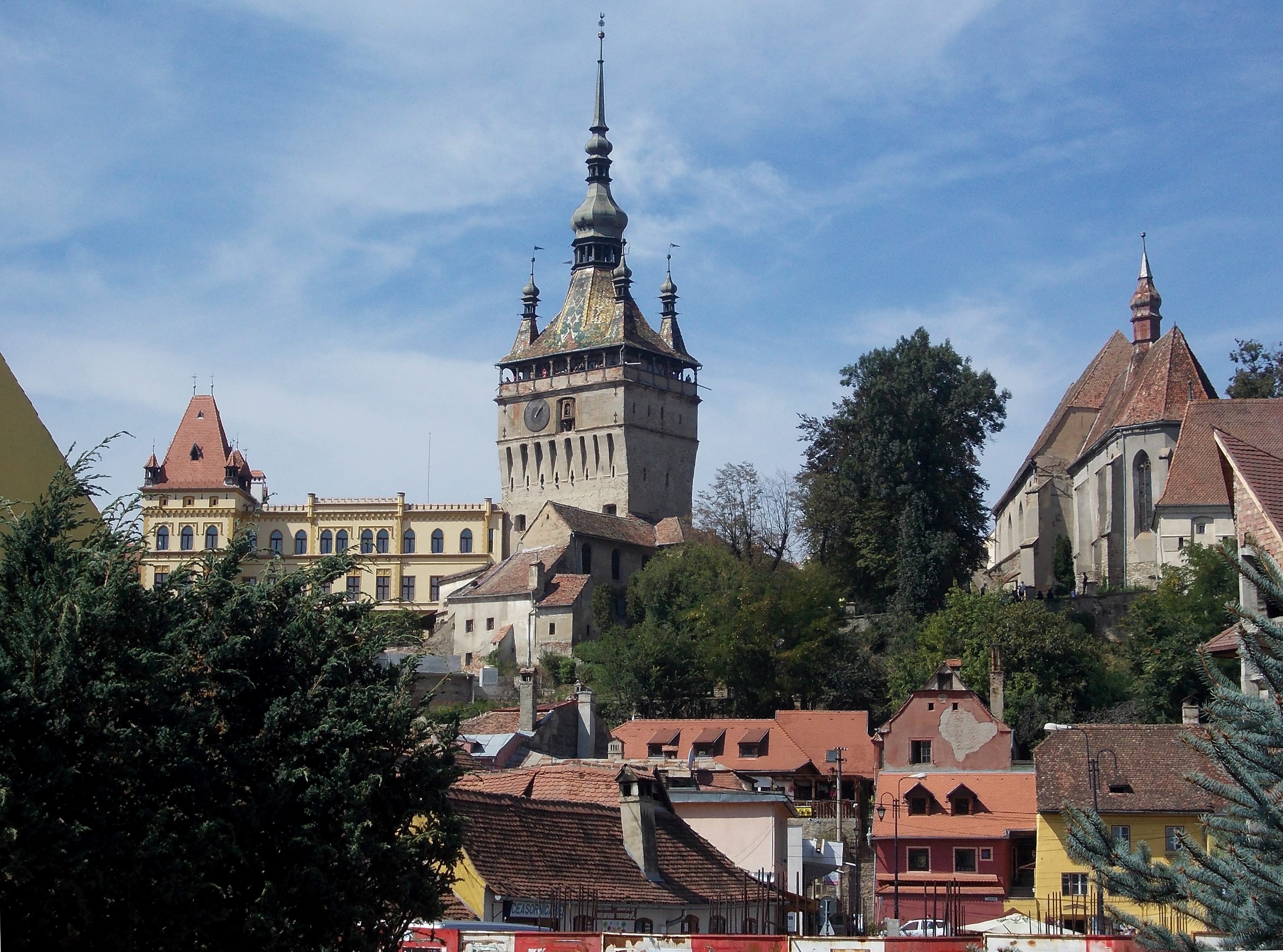
Az óváros

- Segesvár történelmi központja (1999 óta a világörökség része.)
- Várának egykori 14 tornyából 9 még most is áll, melyeket 930 m hosszú várfal köt össze. Mindegyik torony a védelmére kijelölt céh nevét viseli. (Kovácsok tornya, Szabók tornya, Cipészek tornya, Szűcsök tornya stb..)
- Óratornya a 14. században épült, 1556-ig városháza is volt. Híres zenélő óráján 12 apostol ezüst szobra sétált körbe, melyeket 1601-ben elraboltak, majd 1648-ban pótoltak. Ma múzeum van benne.
- Az óratorony mellett áll a 13. század második felében épített kolostortemplom, eredetileg domonkos templom, a 15. században bővítették, majd a reformátusoké lett. 1676-ban tűzvész rongálta meg. A kolostort 1886-ban bontották le.
- Vlad Tepes szülőháza.
- Szent Miklósnak szentelt vártemploma a hegytetőn áll a 13. században a domonkosok építették, de 1350-ben a román stílusú régi templom helyére új gótikus szász templomot emeltek, 1422 és 1488 között átépítették, tornyát 1463-ban csatolták hozzá.
- Mellette az egykori Aranyművesek tornya helyén a 19. században épített temetőkápolna áll.
- Közelében az egykor országos hírű szász evangélikus gimnázium épülete.
- A Várhegyre a 178 fokból álló diáklépcső vezet fel, eredetijét 1642-ben építették.
- A járványkórházi templom 1575-ben épült késő gótikus stílusban.
- A régi megyeháza 1888-ban épült, közelében állt Petőfi  mellszobra (Romulus Ladea alkotása), amely az ötvenes években került a Köllő Miklós által készített szobor helyére, mely jelenleg Kiskunfélegyháza főterén van. 2007-ben a vár fala beomlott, a talajomlás elérte a szobor talapzatát. Ekkor lebontották, és 2013-ban új helyen, egy ún. Petőfi-parkban újra felállították.[5]
- Richter-ház
- Zapotofski-ház
- Sartorius Baltes-ház
- Șerbu-ház
- Jakody-ház
- Klein és Klemenzy-ház
- Sachsen Heim-ház
- Leonhardt-ház
- Taschler-ház

## Híres szülöttjei

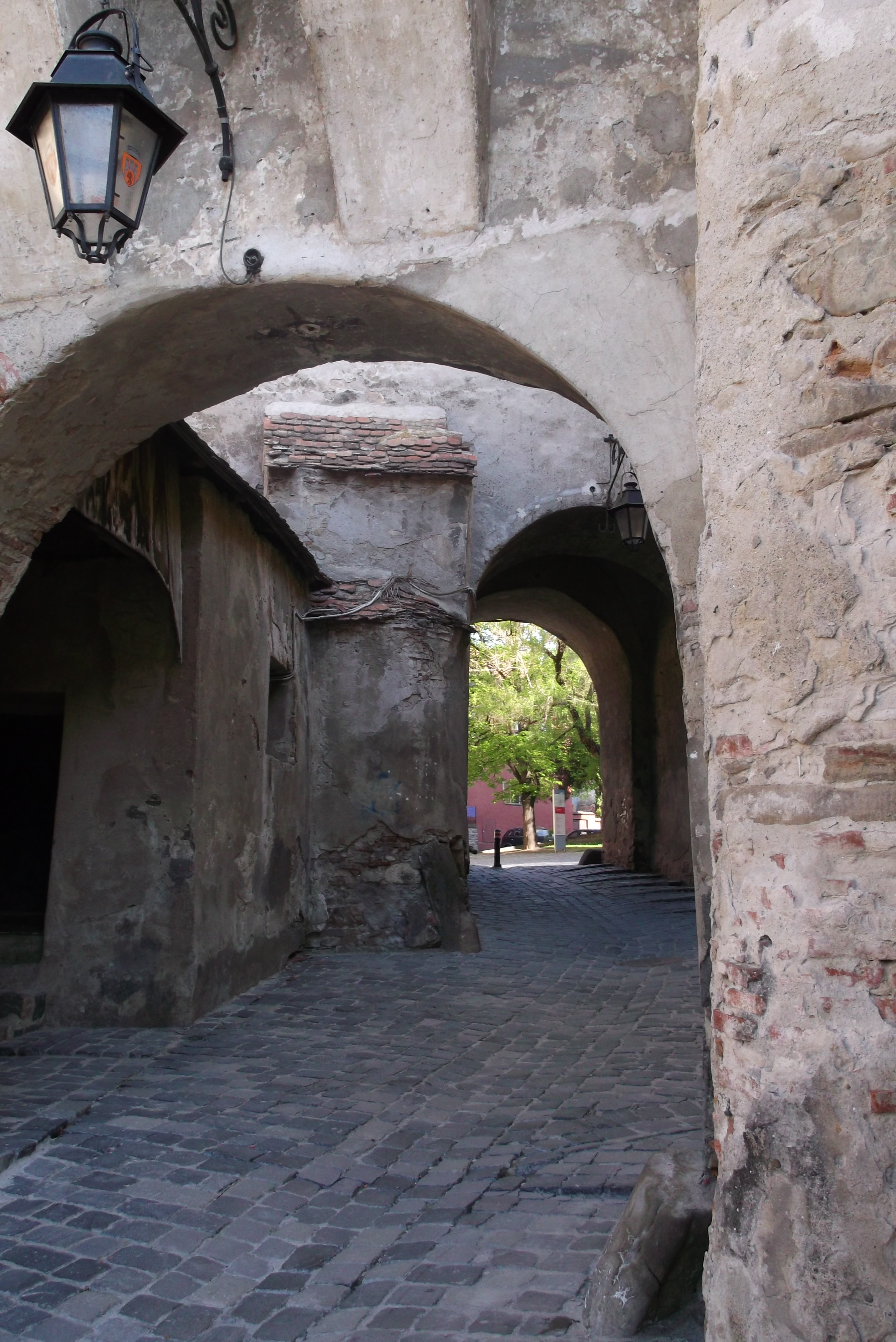
Óvárosi utcarészlet

- Itt született 1431 novemberében Vlad Țepeș ismertebb nevén Dracula.
- Itt született 1672. április 28-án Hauer György egyházi író.
- Itt született 1724. március 25-én Schech Márton történetíró.
- Itt született 1782. január 25-én Ackner Mihály antikvárius, természetbúvár.
- Itt született 1817. december 2-án Georg Daniel Teutsch történész, evangélikus püspök.
- Itt született 1849. október 11-én Carl Wolff közgazdász, újságíró, politikus.
- Itt született 1892. február 29-én boldog br. altorjai Apor Vilmos mártír győri püspök, szobra a plébánia kertjében áll.
- Itt született 1894. július 18-án gr. Csáky István külügyminiszter.
- Itt született 1896. február 7-én Botskor Lóránt csendőr alezredes, a marosvásárhelyi zsidó gettóból 60 ember megmentője (1944 májusában).
- Itt született 1902. február 26-án Kozma Géza zeneszerző.
- Itt született 1907. november 30-án Miklóssy Irén opera-énekesnő.
- Itt született 1909. május 20-án Imecs Márton építészmérnök, műszaki szakíró.
- Itt született 1917. december 12-én Nagy Jenő zenetanár és kórusvezető.
- Itt született 1919. május 13-án Kiss László színész, költő, próza- és drámaíró.
- Itt született 1923 április 7-én Árus Tibor magyar igazgatási szakember, Békés megyei tanácsi főtisztviselő.
- Itt született 1934. június 27-én J. Nagy Mária magyar nyelvész, stiliszta.
- Itt született 1934-ben Dieter Schlesak erdélyi szász író.

## Testvértelepülések
- Blois (Franciaország), 1995 óta
- Citta di Castello (Olaszország), 2000 óta
- Kiskunfélegyháza (Magyarország), 2001 óta
- Dinkelsbühl (Németország), 2006 óta
- Zamość (Lengyelország), 2007 óta
- Szozopol (Bulgária), 2013 óta
- Raška (Szerbia), 2014 óta[6]

## Képgaléria

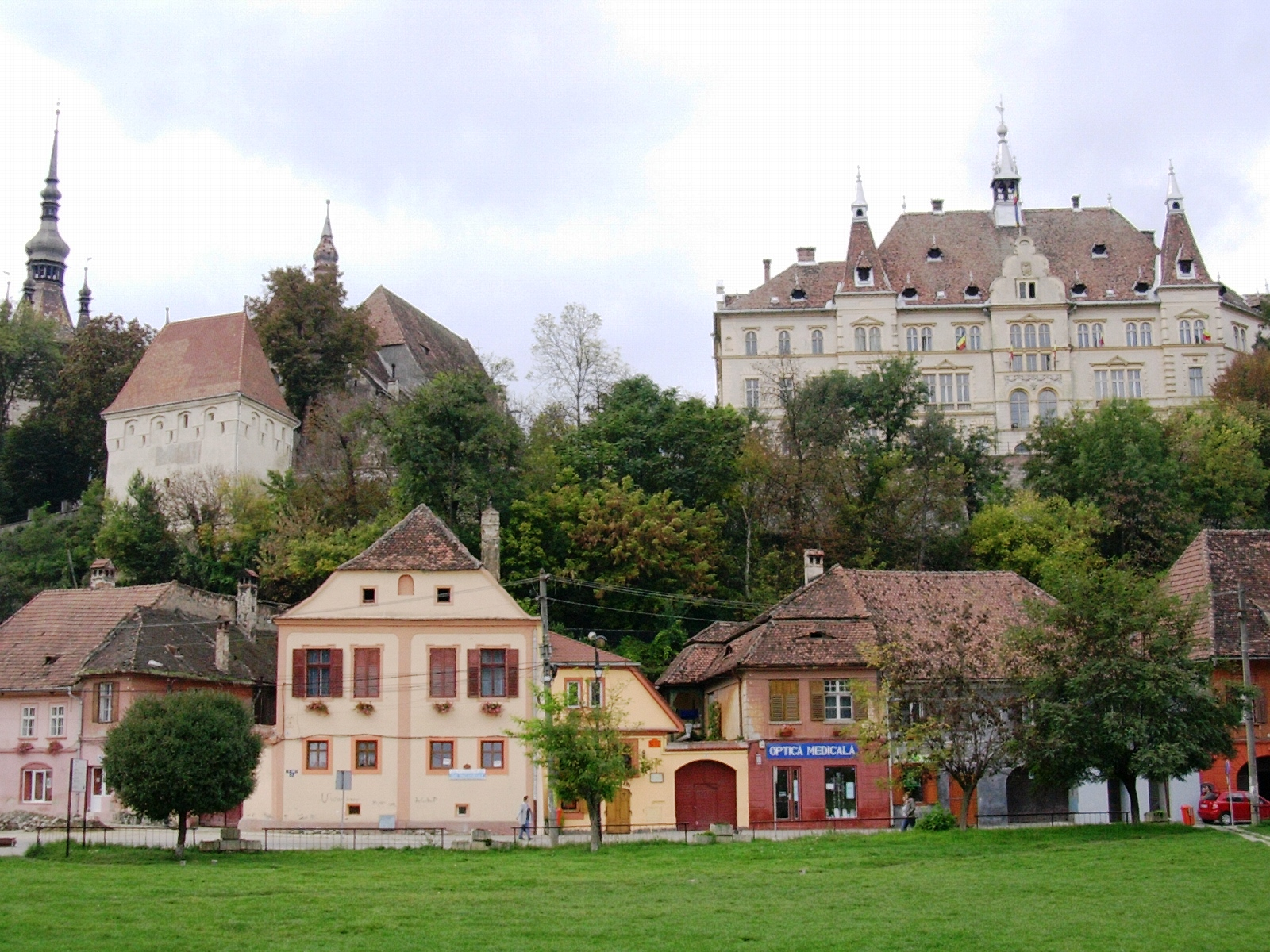
A vár látképe
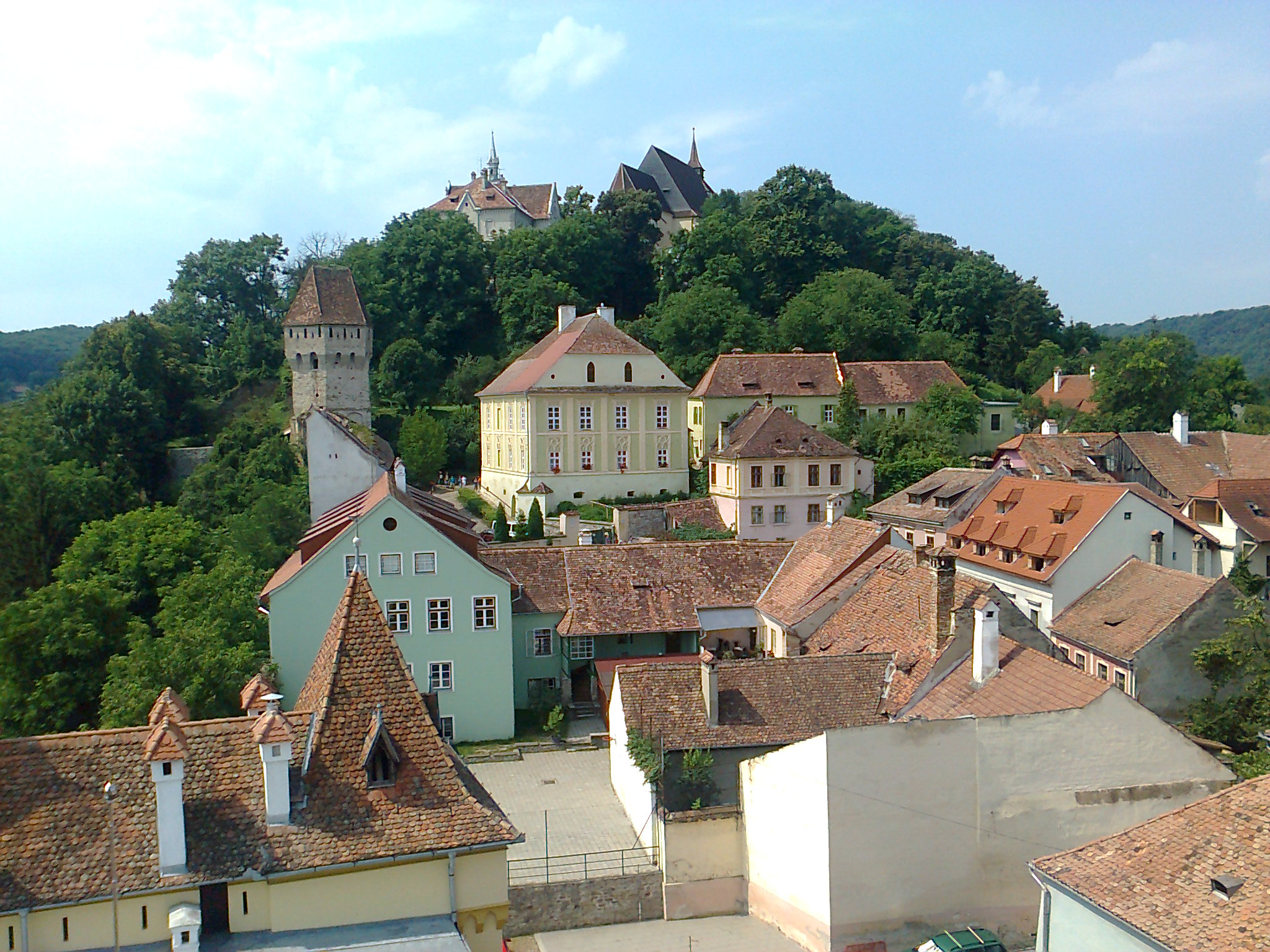
Kilátás az óratoronyból
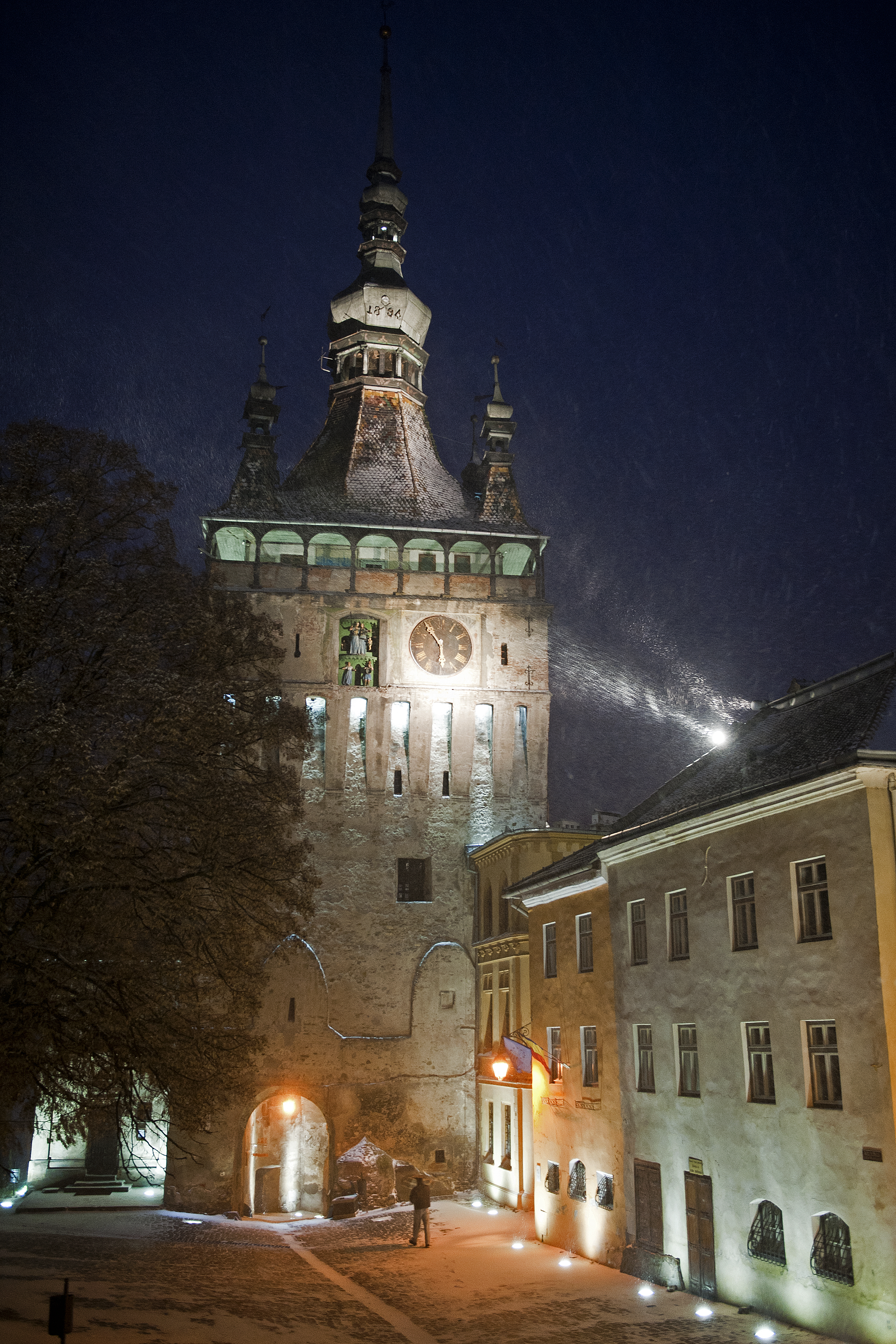
Az óratorony éjszaka
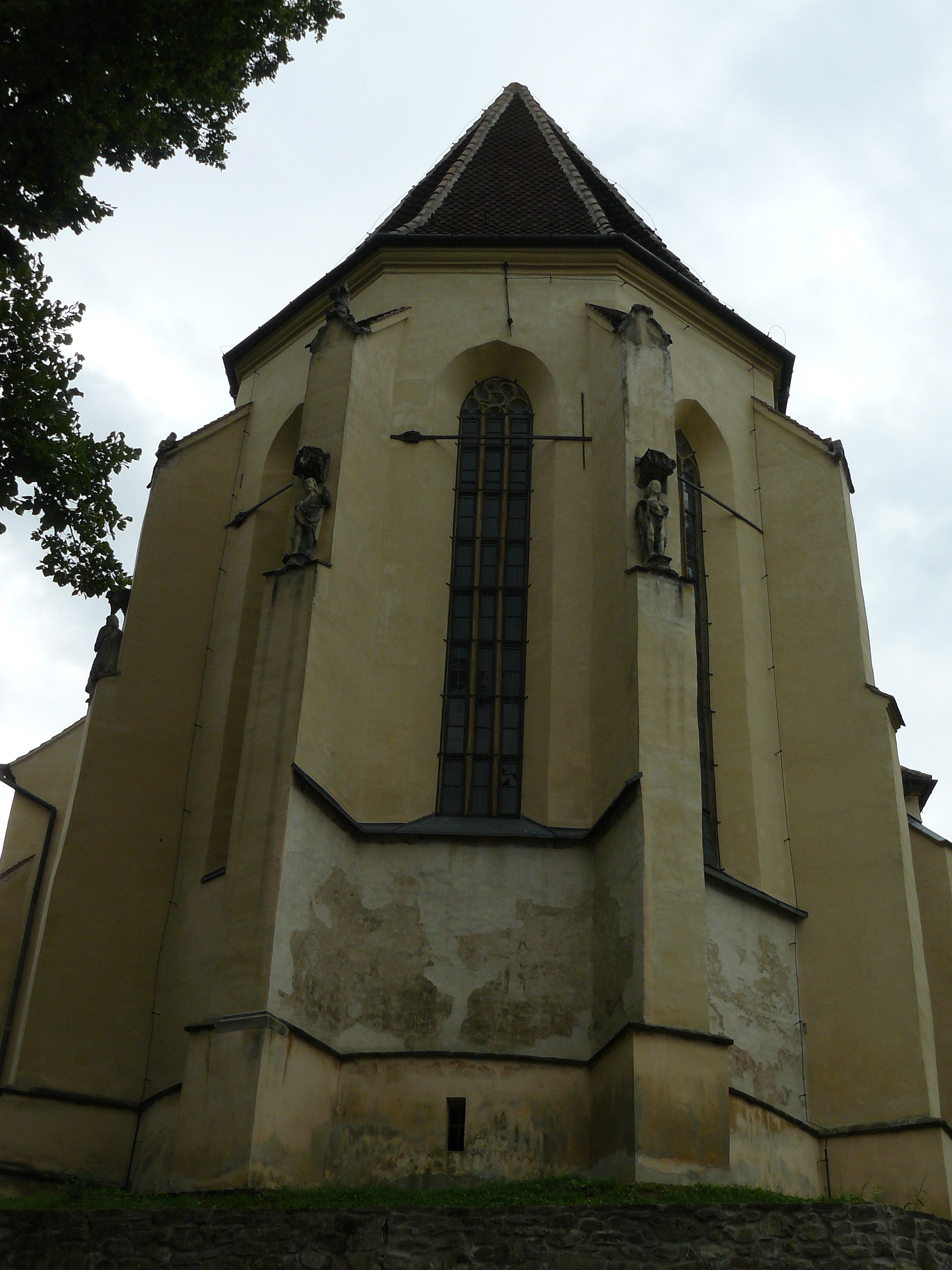
Szent Miklós-templom
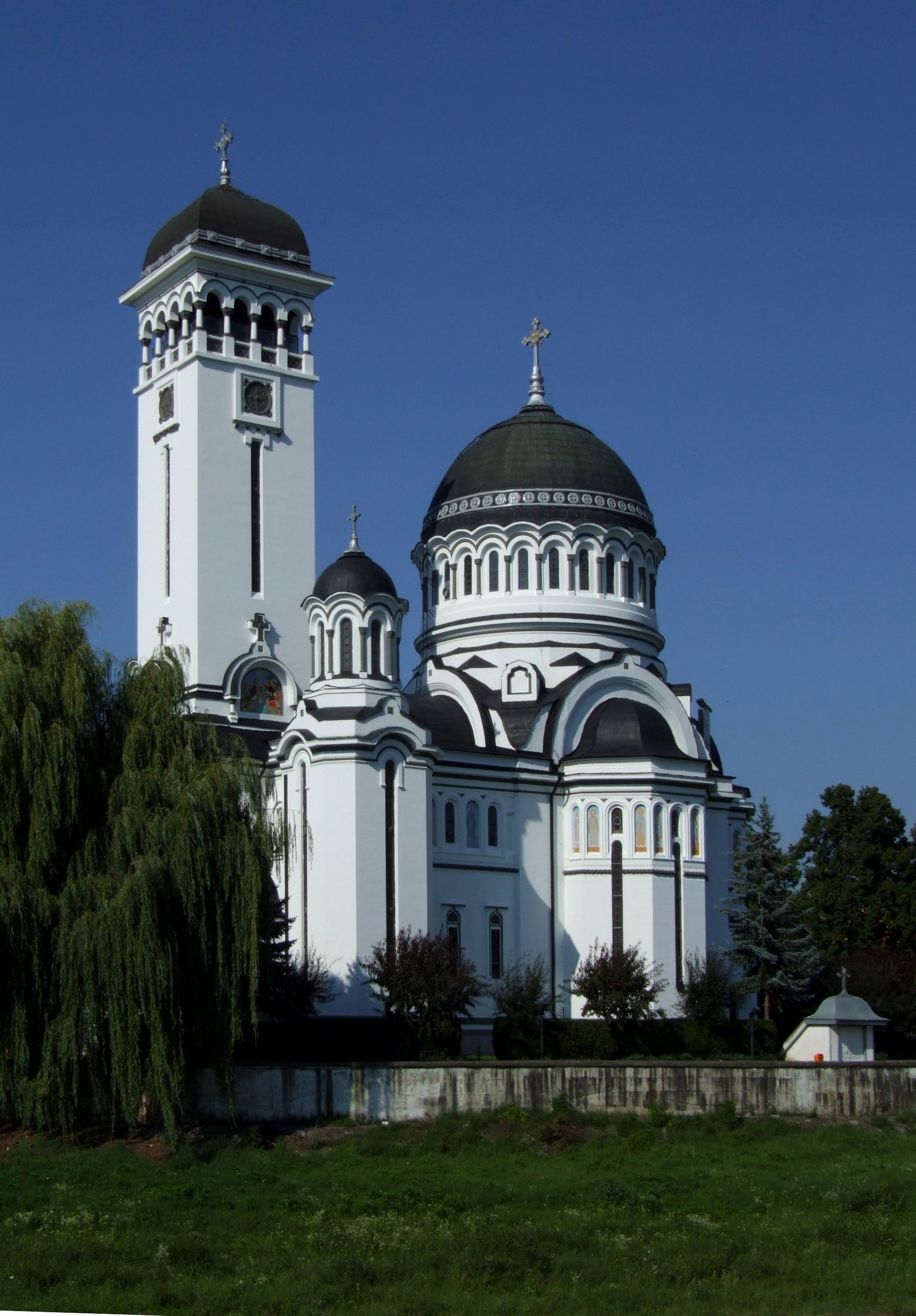
Szentháromság ortodox templom
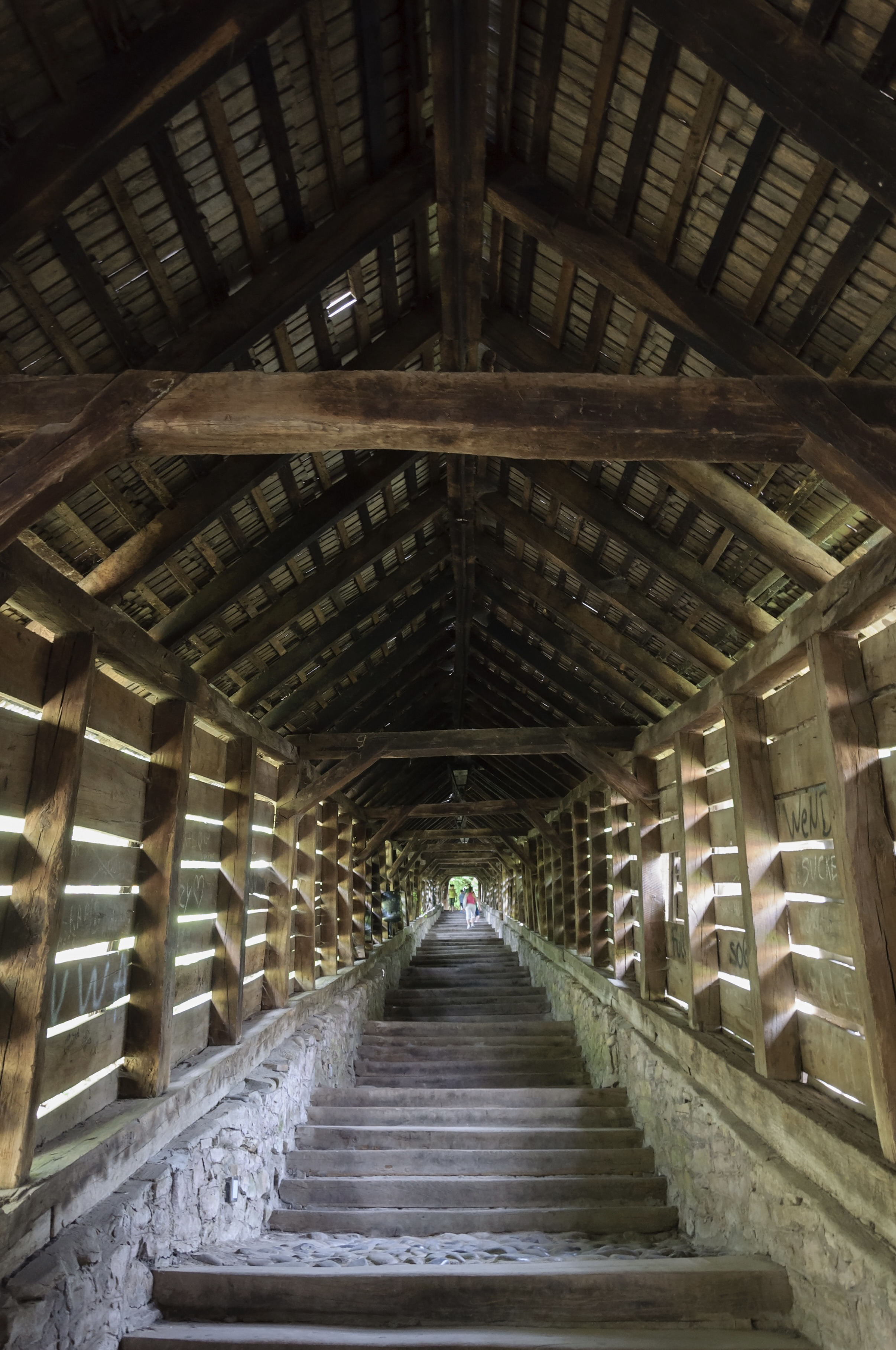
Fedett lépcső
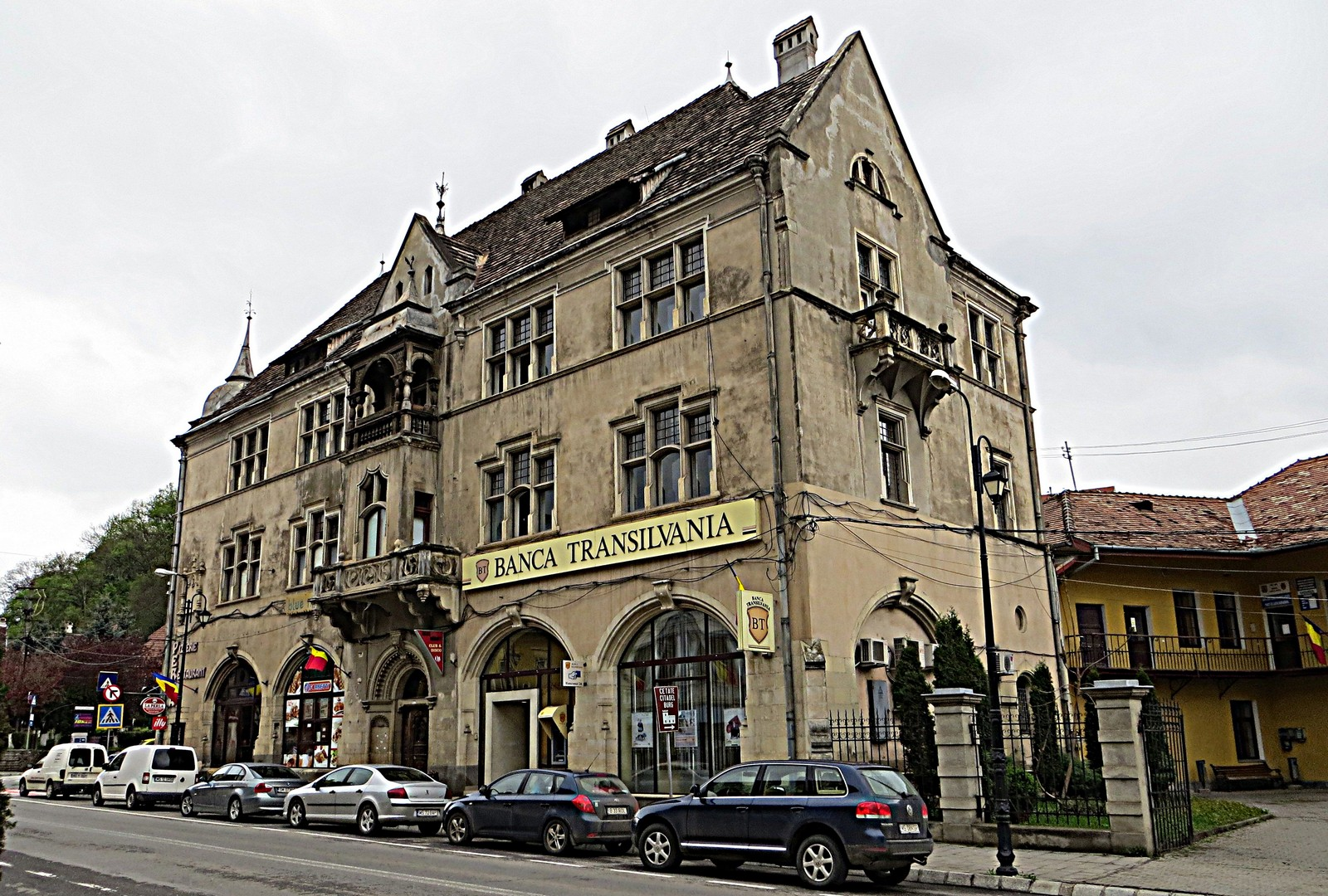
Transilvania Bank
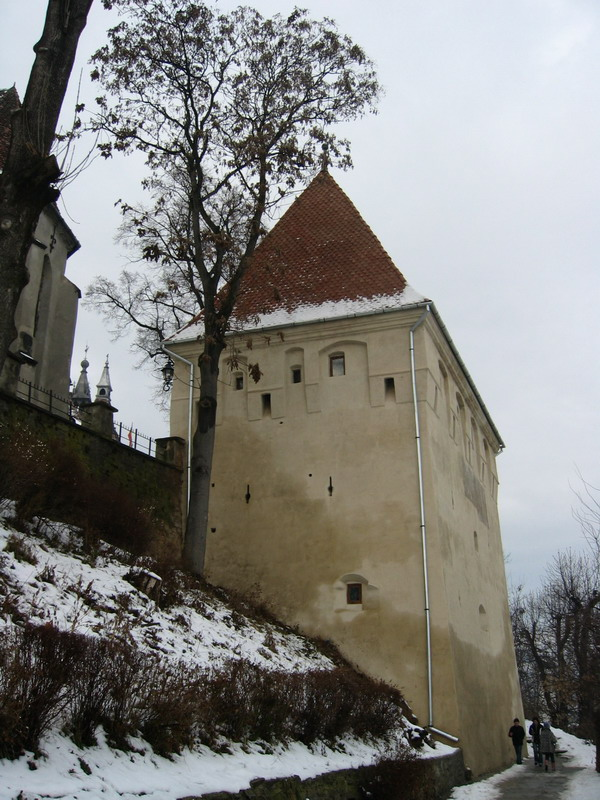
Kovácsok tornya
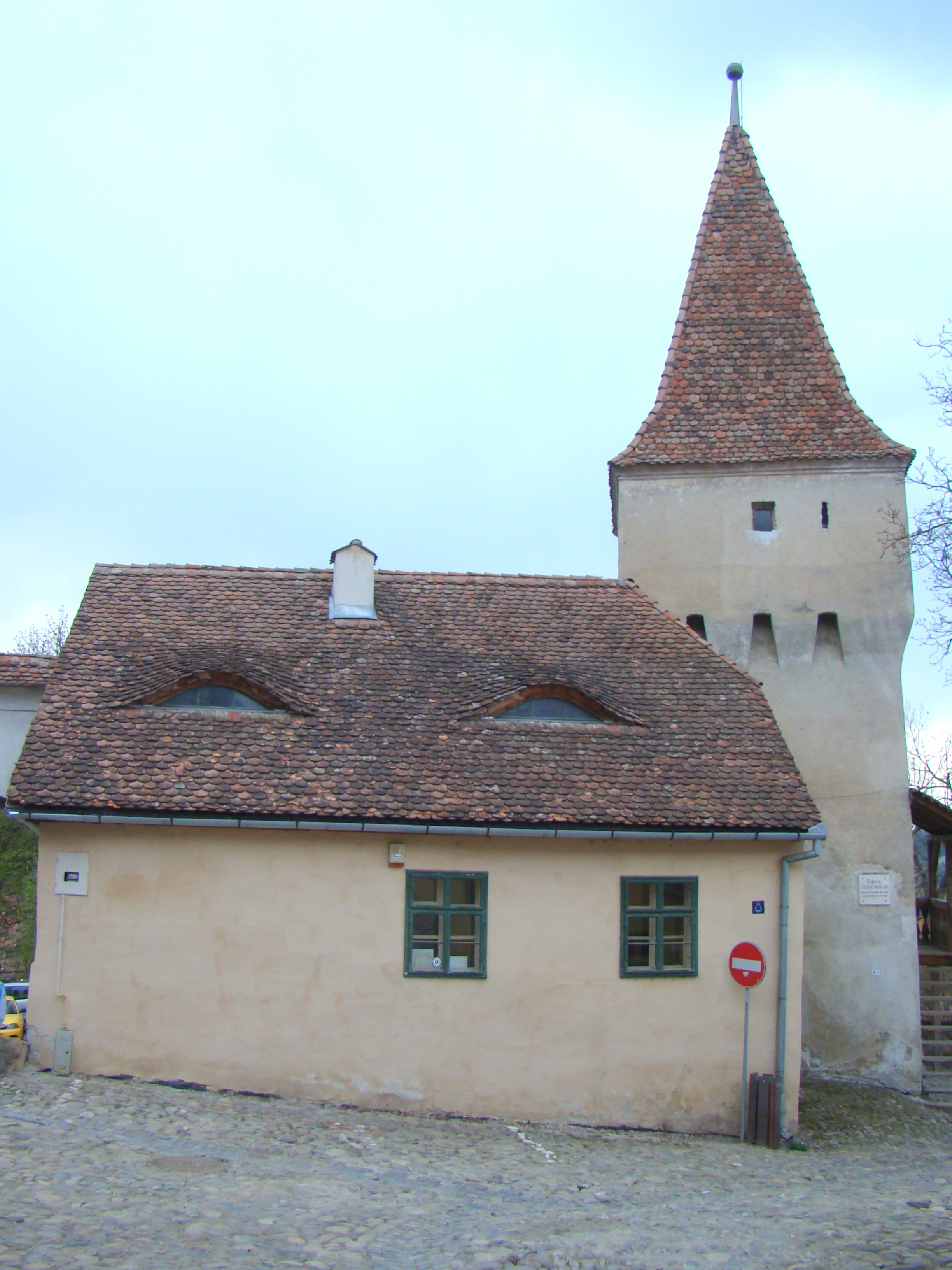
Szűcsök tornya
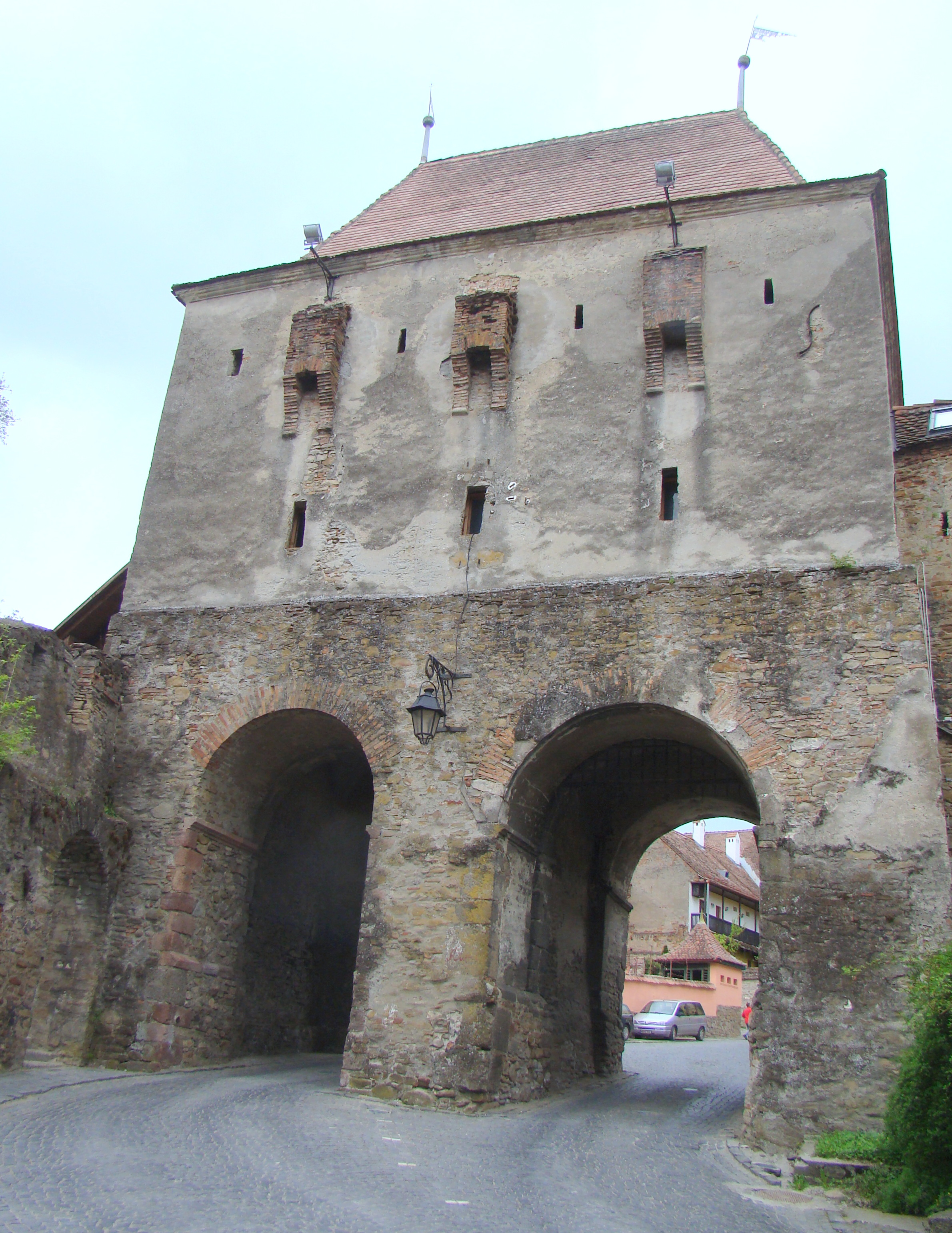
Szabók tornya
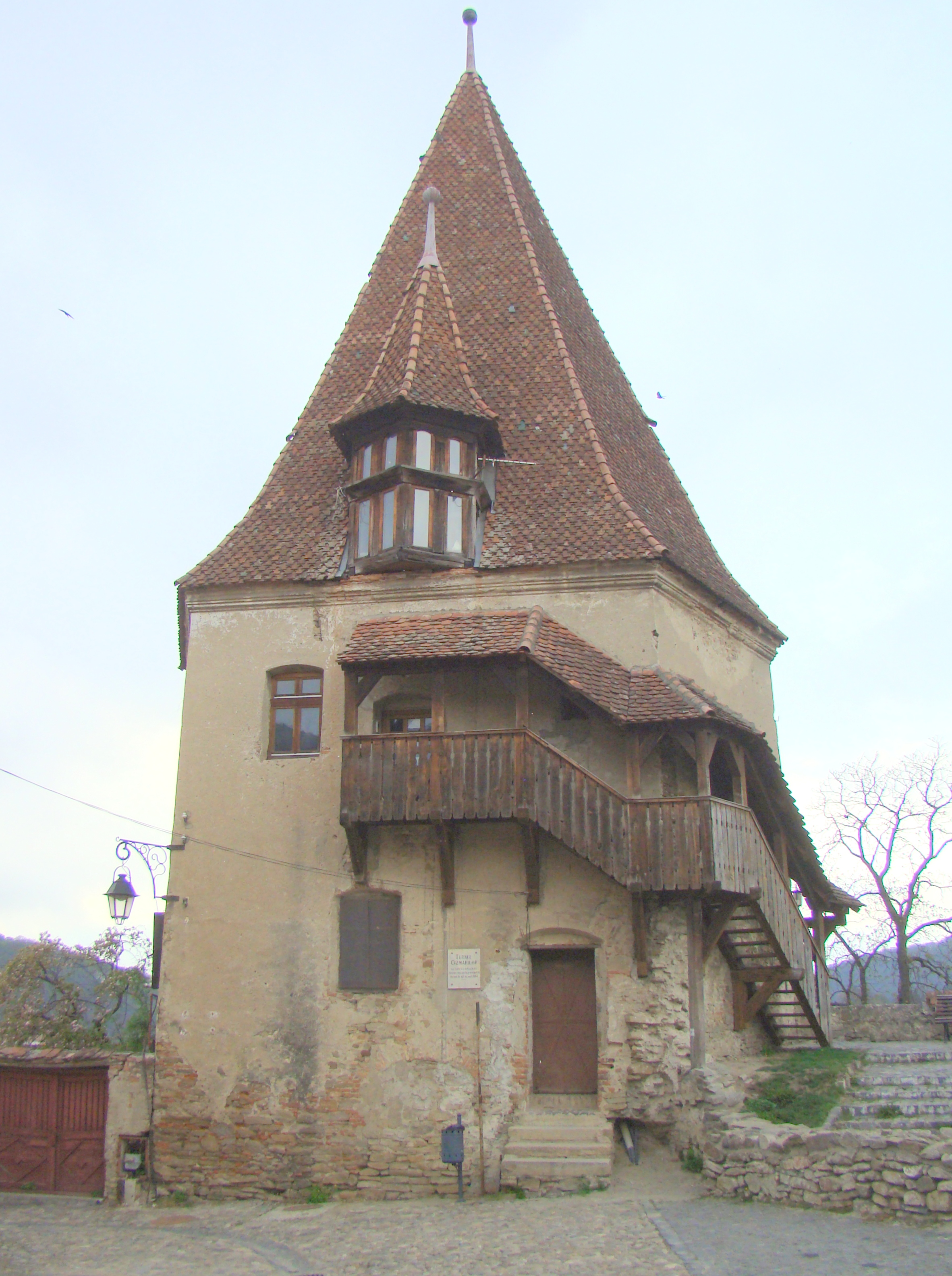
Cipészek tornya
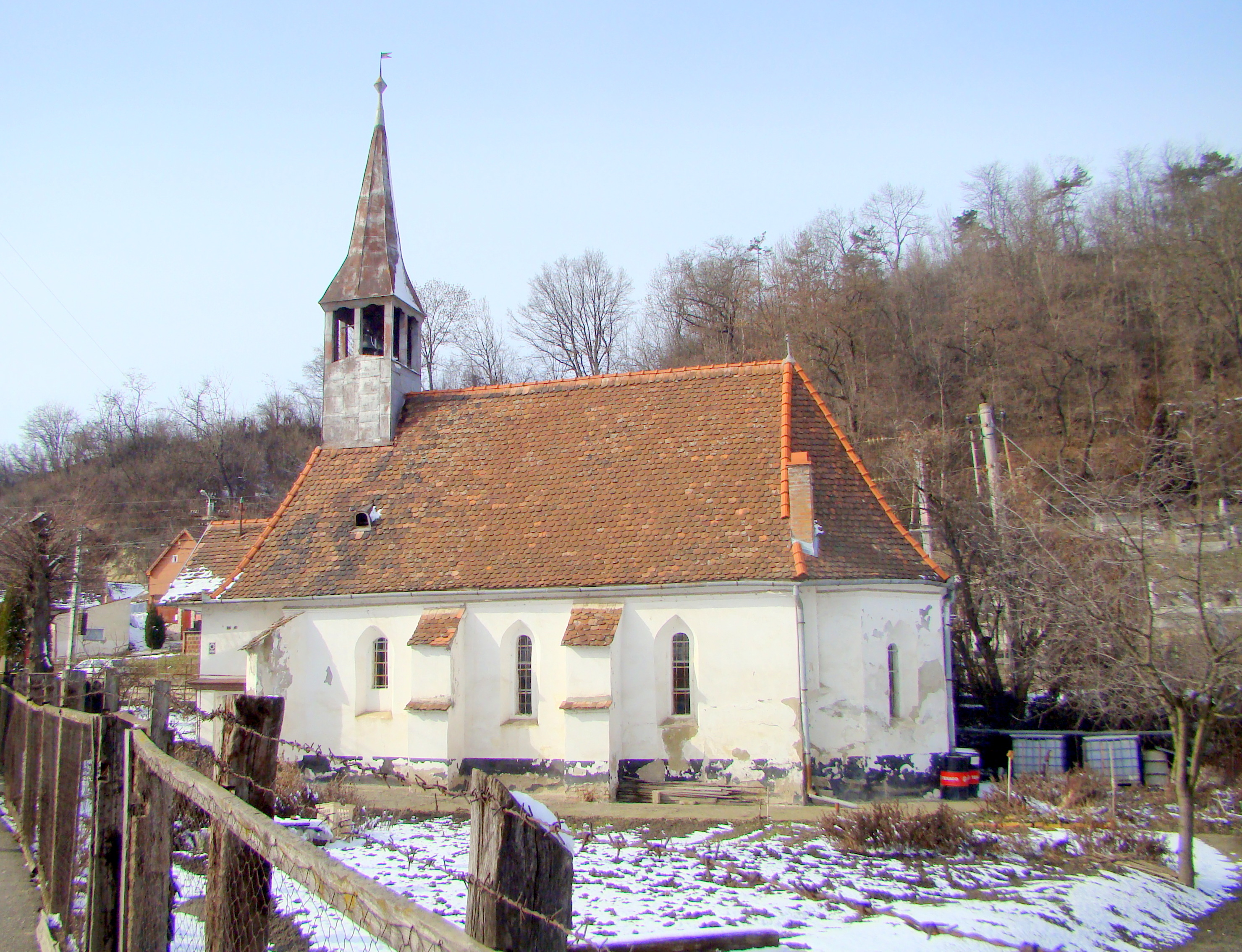
Leprások temploma
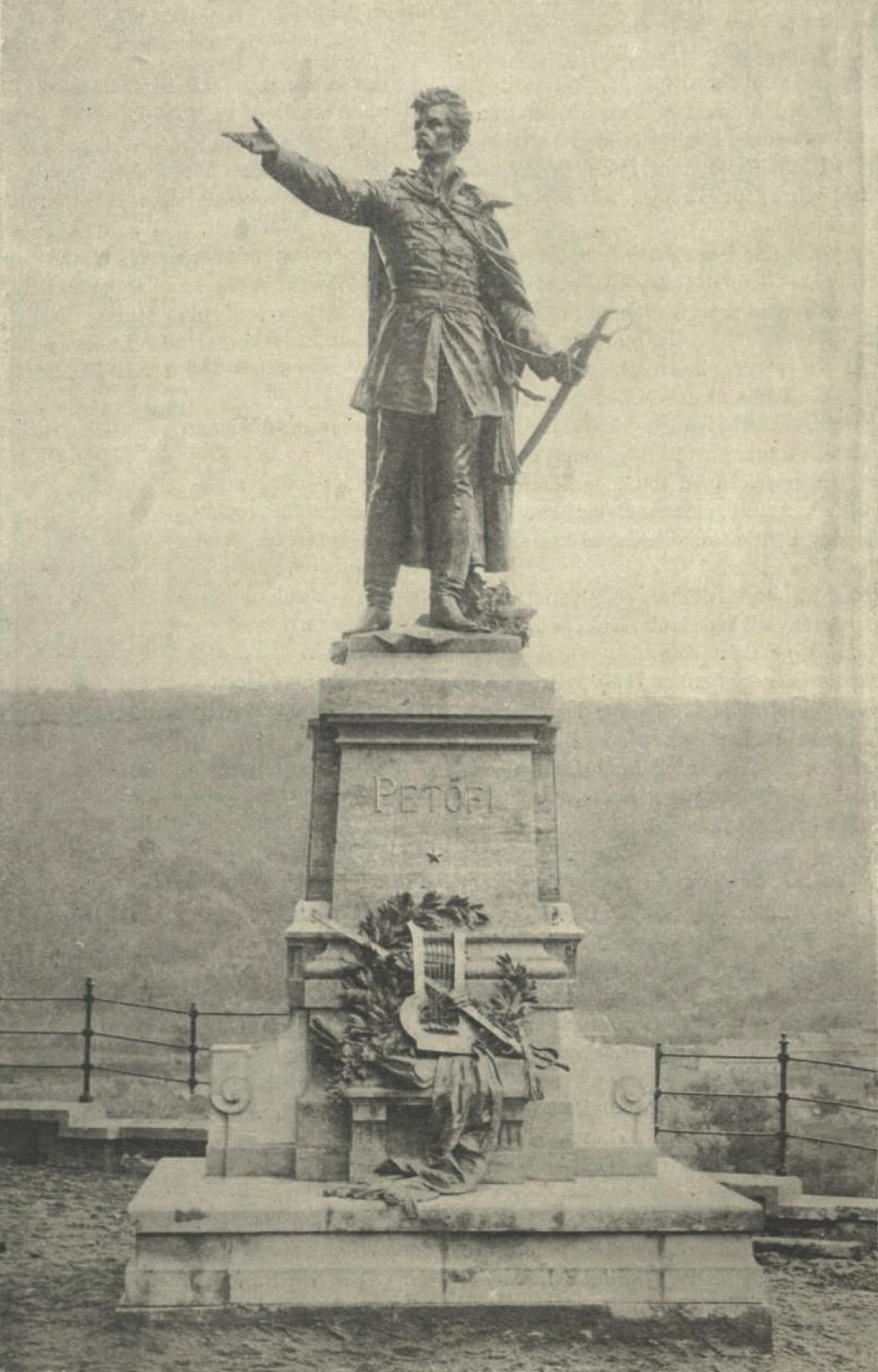
Köllő Miklós 1897 júliusában felállított Petőfi szobra (A szobor ma Kiskunfélegyházán látható)
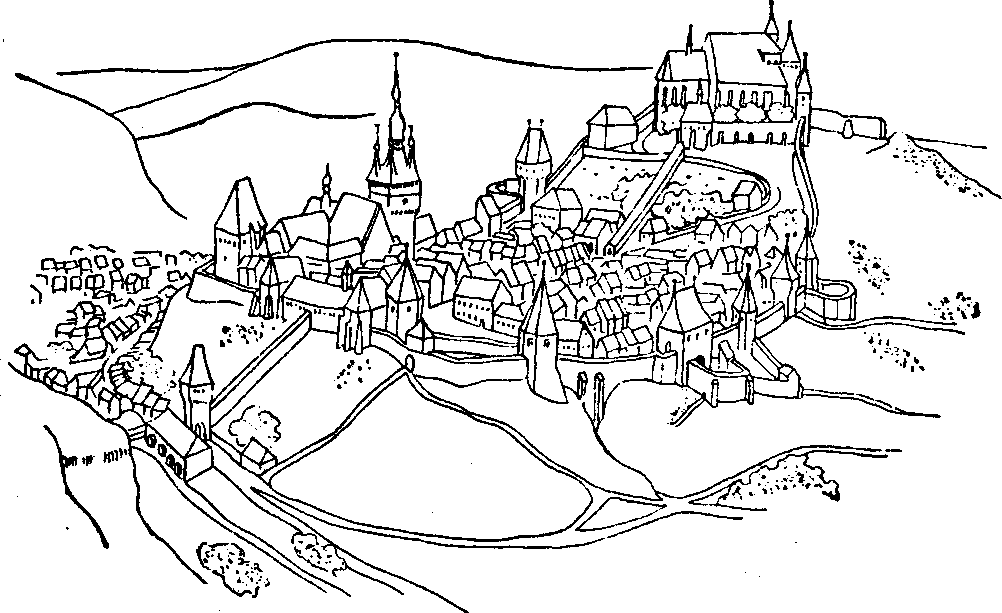
1740-es rajz a várról